# Linha da Matinha

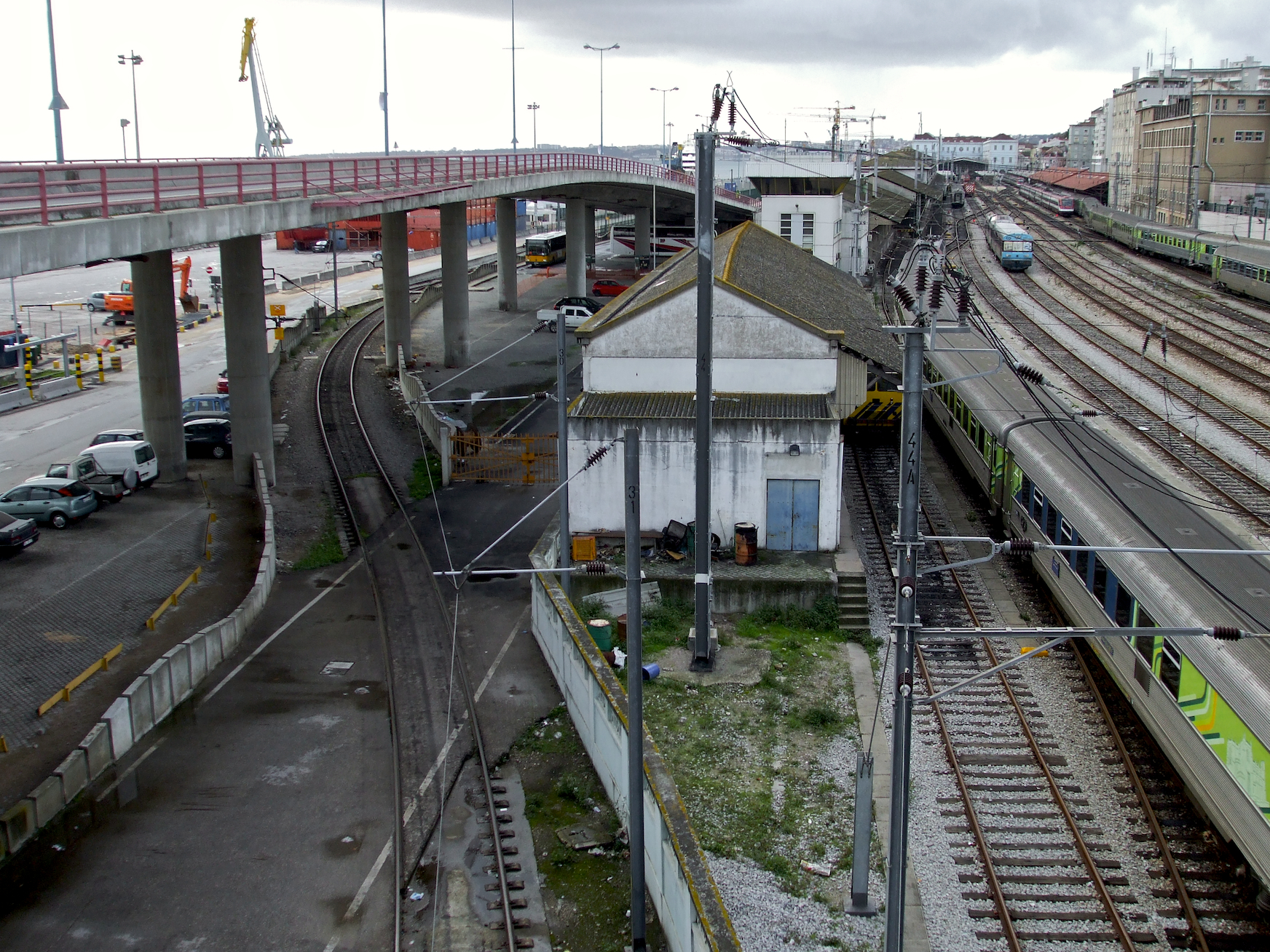
Derivação para a Linha da Matinha na Estação de Santa Apolónia.

A Linha da Matinha é um curto ramal ferroviário situado em Lisboa, Portugal. Liga a estação de Santa Apolónia às instalações do Porto de Lisboa na Matinha (Lisboa), num total de 2,8 quilómetros. É usada exclusivamente para o transporte de mercadorias.

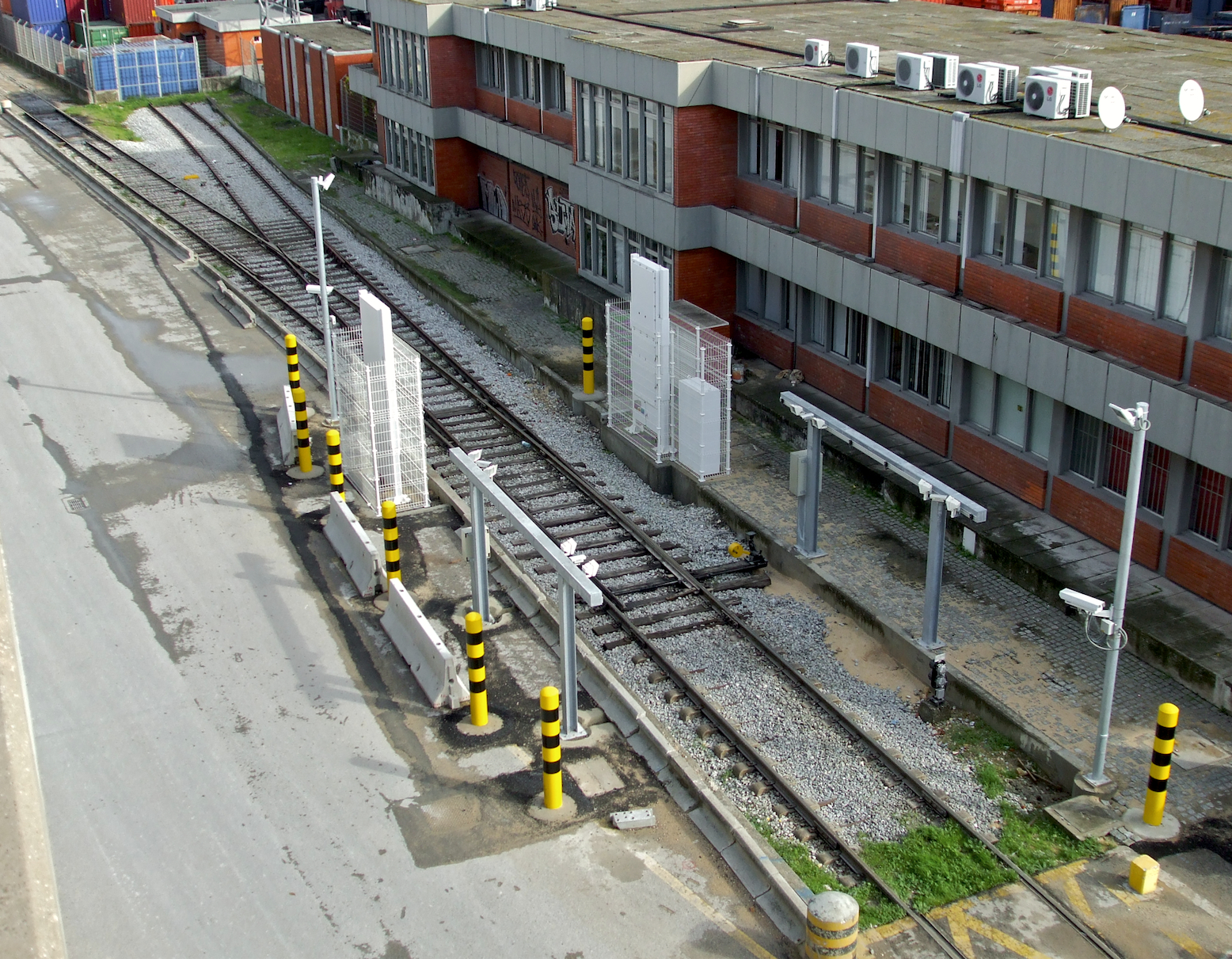
Detectores raios X para inspecção de contentores ao PK 0,5 da Linha da Matinha.

## História
A Linha da Matinha resulta do encurtamento de uma ferrovia mais longa, que se prolongava para Norte até entroncar com a Linha do Norte junto à estação de Sacavém. A supressão deste segmento e a actual designação da linha datam do final dos anos noventa e advêm da implantação da Expo’98.

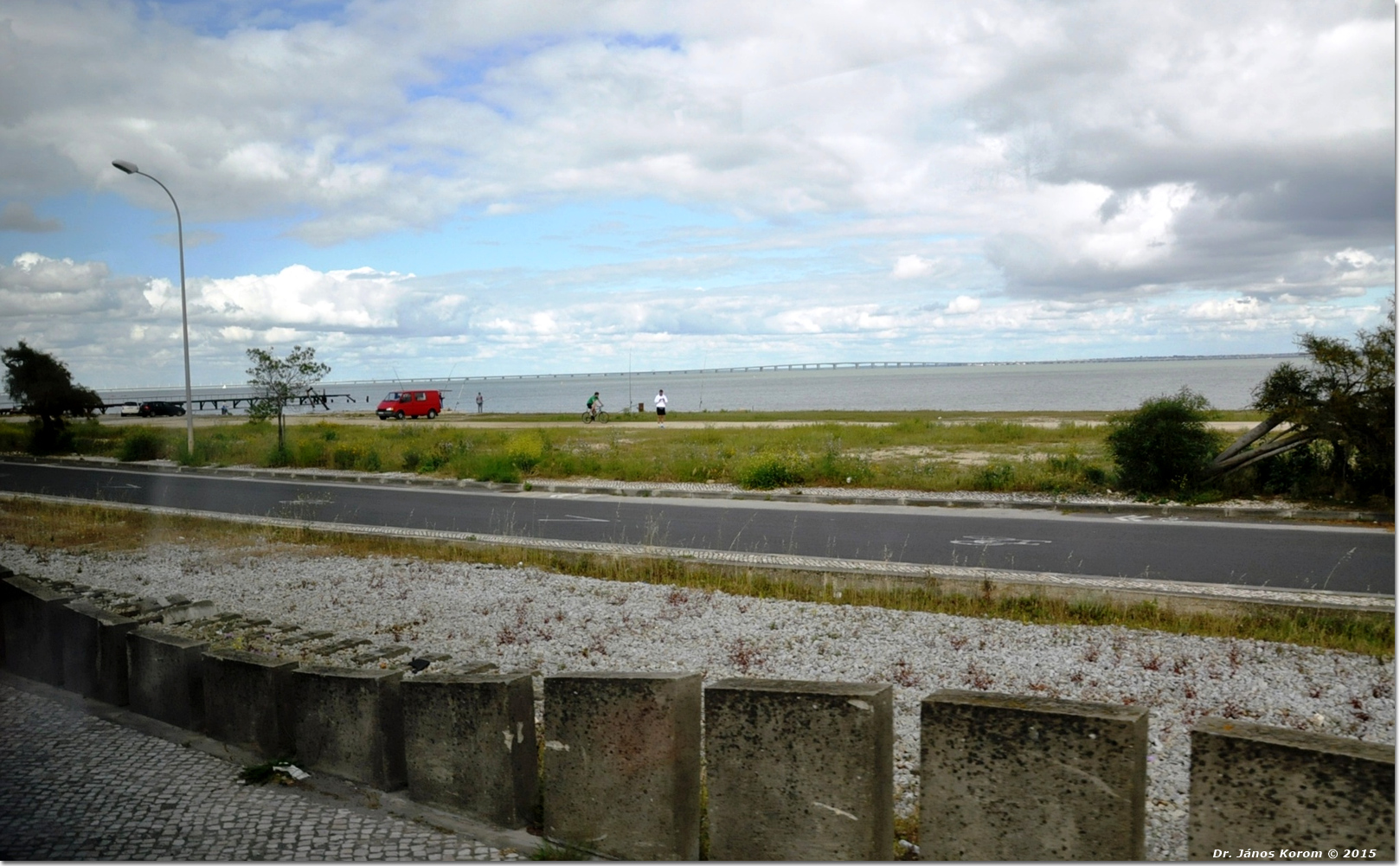
Terminal da Linha da Matinha em 2015, já em processo de desmontagem.

Esta linha serviu, na década de 1940, um interface intermodal com o Aeroporto Marítimo de Lisboa (na Doca dos Olivais), ligando à rede ferroviária europeia os passageiros e carga oriundos dos voos transatlânticos.

O troço Matinha-Sacavém foi desmantelado para a construção da Expo’98.[carece de fontes?]